# این خرقه بیانداز
این خرقه بیانداز پنجمین آلبوم گروه اوهام و اولین آلبوم رسمی آن‌ها می‌باشد که در اسفند سال ۱۳۹۲ منتشر شد. این آلبوم شامل ۱۰ قطعه است و آهنگسازی و تنظیم قطعات را شهرام شعرباف بر عهده داشته‌است. ترانه‌های این آلبوم از اشعار حافظ است. این آلبوم در داخل ایران به نام گروه "شهرام شعرباف" عرضه و پخش شده و در خارج از ایران تحت عنوان آلبوم گروه "اوهام" ارائه شد.

## ترانه‌های آلبوم
| نام ترانه                    | ترانه‌سرا | آهنگساز و تنظیم‌کننده | زمان |
| ---------------------------- | -------- | -------------------- | ---- |
| «قدح»                        | حافظ     | شهرام شعرباف         | ۲:۴۸ |
| «این خرقه بیانداز»           | حافظ     | شهرام شعرباف         | ۴:۲۱ |
| «مسلمانان! مرا وقتی دلی بود» | حافظ     | شهرام شعرباف         | ۴:۵۵ |
| «صلاح کار»                   | حافظ     | شهرام شعرباف         | ۴:۴۸ |
| «نامه»                       | حافظ     | شهرام شعرباف         | ۴:۴۱ |
| «زاهد خلوت نشین»             | حافظ     | شهرام شعرباف         | ۵:۳۹ |
| «رسم عاشق‌کشی»                | حافظ     | شهرام شعرباف         | ۴:۰۸ |
| «لب لعلش»                    | حافظ     | شهرام شعرباف         | ۴:۳۳ |
| «منزل ویران»                 | حافظ     | شهرام شعرباف         | ۴:۳۷ |
| «یاد باد...»                 | حافظ     | شهرام شعرباف         | ۶:۳۵ |